# Luis Alberto Ordiales
Ordiales  Meana est un nom espagnol. Le premier nom de famille, en général paternel, est Ordiales ; le second, en général maternel, souvent omis, est Meana.
Luis Alberto Ordiales Meana (né le 15 janvier 1952 à Noreña dans les Asturies) est un coureur cycliste espagnol. Il a notamment remporté une étape du Tour d'Espagne 1977.

## Palmarès
- 1973
  - 2e de la Volta ao Ribeiro
- 1975
  - 2e de la Classique d'Ordizia
- 1976
  - GP Llodio
  - 5ea étape du Tour d'Aragon
  - 5e étape du Tour des Asturies
  - 2e du Trophée Luis Puig
- 1977
  - 17e étape du Tour d'Espagne
  - 2e étape du Tour des vallées minières
  - 1re et 4e étapes du Tour de Cantabrie
  - 2e du Grand Prix de Biscaye
- 1978
  - Tour de Ségovie :
    - Classement général
    - 3e étape

  - 2e étape du Tour de La Rioja
  - 4ea étape du Tour de Cantabrie
  - 2e du championnat d'Espagne sur route
- 1979
  - 5ea étape du Tour des Asturies

## Résultats sur les grands tours

### Tour d'Espagne
4 participations
- 1976 : 42e
- 1977 : 27e, vainqueur de la 17e étape
- 1978 : 39e
- 1980 : 51e